# Erich Löwenhardt
Erich Löwenhardt (Breslau, 1897 április 7. – Chaulnes 1918 augusztus 10.) a Német Birodalom 3. legeredményesebb pilótája az első világháborúban. Rövid élete során 54 igazolt légi győzelemmel szolgálta hazáját.

## Élete

### Ifjúkora
Löwenhardt 1897. április 7-én született Breslauban (ma Wrocław, Lengyelország) egy orvos fiaként és 14 évesen lett kadét.

### Katonai szolgálata
Mikor 1914-ben kitört a háború, egységével együtt a keleti frontra küldték. Itt megsebesült és ki is tüntették sebesülési érdemrenddel. Felépülése után visszatért és sebesült katonákat mentett meg (köztük osztrák-magyarokat is) ezért a tettéért később megkapta az Első Osztályú Vaskeresztet. 1916-ban mint sok más katona ő is megelégelte a lövészárok harcot és az ottani tétlenséget, így beadta a jelentkezését a légierőhöz. Miután elvégezte a  pilótaképzést megfigyelő lett. Később 1917 márciusában csatlakozott a Jasta 10-hez, s még a hónapban megszerezte első légi győzelmét egy légvédelmi ballon lelövésével. Az év második felében Franciaország légterében további ballonokat és brit repülőgépeket lőtt le. 1917 végére már 8 légi győzelemmel büszkélkedhetett. Ennek hatására 1918 április 1-től rábízták a Jasta 10 parancsnokságát. Löwenhardt fiatal volt és agresszív, ám nagyon jó pilóta és taktikus, akárcsak Lothar von Richthofen.
Miután 1918 májusában elérte a 24. légi győzelmet (a Pour le Mérite odaítélésének a határa 1918-ban) megkapta a legnagyobb porosz katonai kitüntetést. Az új Fokker D.VII-tel repülve további légi győzelmeket ért el. Majd augusztus 9-én elérte az 54.-et is. A végzetes nap a fiatal pilóta számára 1918 augusztus 9-én jött el, amikor is egy légi harc közepette (közben lelőtt egy SE-5-öst) összeütközött egy német géppel amit Alfred Wenzl vezetett. Mindkét pilótának sikerült kiugrania a gépből, ám Löwenhardt ejtőernyője nem nyílt ki, így nagy sebességgel Chaulnes mellett földbe csapódott és szörnyethalt. Ekkor 21 éves volt, ezzel a legfiatalabb az első világháború első 10 repülőásza között. Érdekesség, hogy Manfred von Richthofen is Wrocław (Breslau) városában született, és nagy barátok is voltak, ám sosem vettek részt közösen légi csatában és nem szolgáltak ugyanabban a repülőszázadban sem. Pályafutása során háromszor sérült meg súlyosabban, utolsó balesete korai halálát okozta.

### Légi győzelmei
| Sorszám | Dátum                | Egység   | Repülőgépe   | Ellenfél      |
| ------- | -------------------- | -------- | ------------ | ------------- |
| 1       | 1917. március 24.    | Jasta 10 | Fokker D.VII | Légi ballon   |
| 2       | 1917. augusztus 14.  | Jasta 10 | Fokker D.VII | R.E.8         |
| 3       | 1917. szeptember 5.  | Jasta 10 | Fokker D.VII | Sopwith Pup   |
| 4       | 1917. szeptember 9.  | Jasta 10 | Fokker D.VII | Légi ballon   |
| 5       | 1917. szeptember 21. | Jasta 10 | Fokker D.VII | Légi ballon   |
| 6       | 1917. október 14.    | Jasta 10 | Fokker D.VII | Légi ballon   |
| 7       | 1917. október 18.    | Jasta 10 | Fokker D.VII | Bristol F.2b  |
| 8       | 1917. november 30.   | Jasta 10 | Fokker D.VII | Sopwith Camel |
| 9       | 1918. január 5.      | Jasta 10 | Fokker D.VII | Légi ballon   |
| 10      | 1918. január 18.     | Jasta 10 | Fokker D.VII | Bristol F.2b  |
| 11      | 1918. március 12.    | Jasta 10 | Fokker D.VII | Légi ballon   |
| 12      | 1918. március 15.    | Jasta 10 | Fokker D.VII | Légi ballon   |
| 13      | 1918. március 18.    | Jasta 10 | Fokker D.VII | Bréguet 14    |
| 14      | 1918. március 21.    | Jasta 10 | Fokker D.VII | Légi ballon   |
| 15      | 1918. március 27.    | Jasta 10 | Fokker D.VII | D.H.4         |
| 16      | 1918. április 12.    | Jasta 10 | Fokker D.VII | Sopwith Camel |
| 17      | 1918. április 23.    | Jasta 10 | Fokker D.VII | Bristol F.2b  |
| 18      | 1918. május 2.       | Jasta 10 | Fokker D.VII | S.E.5a        |
| 19      | 1918. május 9.       | Jasta 10 | Fokker D.VII | S.E.5a        |
| 20      | 1918. május 10.      | Jasta 10 | Fokker D.VII | D.H.9         |
| 21      | 1918. május 15.      | Jasta 10 | Fokker D.VII | D.H.9         |
| 22      | 1918. május 16.      | Jasta 10 | Fokker D.VII | SPAD          |
| 23      | 1918. május 18.      | Jasta 10 | Fokker D.VII | Sopwith Camel |
| 24      | 1918. május 20.      | Jasta 10 | Fokker D.VII | Légi ballon   |
| 25      | 1918. június 2.      | Jasta 10 | Fokker D.VII | SPAD          |
| 26      | 1918. június 3.      | Jasta 10 | Fokker D.VII | SPAD          |
| 27      | 1918. június 5.      | Jasta 10 | Fokker D.VII | SPAD          |
| 28      | 1918. június 22.     | Jasta 10 | Fokker D.VII | Bréguet 14    |
| 29      | 1918. június 27.     | Jasta 10 | Fokker D.VII | SPAD          |
| 30      | 1918. június 28.     | Jasta 10 | Fokker D.VII | SPAD          |
| 31      | 1918. június 28.     | Jasta 10 | Fokker D.VII | SPAD          |
| 32      | 1918. június 30.     | Jasta 10 | Fokker D.VII | SPAD          |
| 33      | 1918. július 2.      | Jasta 10 | Fokker D.VII | Nieuport 28   |
| 34      | 1918. július 2.      | Jasta 10 | Fokker D.VII | Nieuport 28   |
| 35      | 1918. július 14.     | Jasta 10 | Fokker D.VII | Bréguet 14    |
| 36      | 1918. július 15.     | Jasta 10 | Fokker D.VII | Sopwith Camel |
| 37      | 1918. július 16.     | Jasta 10 | Fokker D.VII | SPAD          |
| 38      | 1918. július 18.     | Jasta 10 | Fokker D.VII | SPAD          |
| 39      | 1918. július 18.     | Jasta 10 | Fokker D.VII | SPAD          |
| 40      | 1918. július 19.     | Jasta 10 | Fokker D.VII | SPAD          |
| 41      | 1918. július 19.     | Jasta 10 | Fokker D.VII | SPAD          |
| 42      | 1918. július 21.     | Jasta 10 | Fokker D.VII | Sopwith Camel |
| 43      | 1918. július 22.     | Jasta 10 | Fokker D.VII | Sopwith Camel |
| 44      | 1918. július 25.     | Jasta 10 | Fokker D.VII | SPAD          |
| 45      | 1918. július 28.     | Jasta 10 | Fokker D.VII | SPAD          |
| 46      | 1918. július 29.     | Jasta 10 | Fokker D.VII | SPAD          |
| 47      | 1918. július 30.     | Jasta 10 | Fokker D.VII | Sopwith Camel |
| 48      | 1918. július 30.     | Jasta 10 | Fokker D.VII | Sopwith Camel |
| 49      | 1918. augusztus 8.   | Jasta 10 | Fokker D.VII | Sopwith Camel |
| 50      | 1918. augusztus 8.   | Jasta 10 | Fokker D.VII | Sopwith Camel |
| 51      | 1918. augusztus 8.   | Jasta 10 | Fokker D.VII | Sopwith Camel |
| 52      | 1918. augusztus 9.   | Jasta 10 | Fokker D.VII | Sopwith Camel |
| 53      | 1918. augusztus 9.   | Jasta 10 | Fokker D.VII | Sopwith Camel |
| 54      | 1918. augusztus 10.  | Jasta 10 | Fokker D.VII | S.E.5a        |